# Loulou de Montmartre
Loulou de Montmartre is een Franse animatieserie gecreëerd door Françoise Boublil en Jean Helpert oorspronkelijk uitgezonden op France 3 en die in 2016 te zien was op Ketnet. De serie bevat 1 seizoen met 26 afleveringen. Het is op YouTube beschikbaar in het Engels en Frans. De serie speelt zich voor het merendeel af in 1899.

## Verhaallijn
De serie gaat over het meisje Loulou. Ze wordt geadopteerd door pater Ménar en wordt goed opgevoed. Als ze 12 is, moet ze naar een internaat. Ze wordt er streng behandeld omdat ze zogenaamd minder is dan de rest en een vondelinge is. Loulou ontmoet een jongen genaamd Gaby, samen beramen ze een plan om haar te laten vluchten uit het internaat. Het lukt, maar ze wordt weer gevonden en moet gaan werken in een restaurantje waar ze als slavin wordt behandeld en geslagen met een zweep. Gaby komt haar nog bezoeken maar mag er dan niet meer komen omdat de bazin dat verbiedt.
Loulou komt steeds meer te weten over haar familie die ze zoekt en ze ontdekt dat ze van adel is. Uiteindelijk vindt ze haar moeder en vader en leven ze nog lang en gelukkig.

## Stemmen
- Élisabeth Guinand: Loulou
- David Scarpuzza: Gabriel "Gaby" Fiorelli
- Patrick Brüll: L'Homme à la Canne d'Argent
- Martin Spinhayer: Baron Bertrand van Boisrobert
- Peppino Capotondi: Pater Ménard
- Fanny Roy: Solange
- Françoise Villiers: Mademoiselle Edmée Trochu
- Sophie Servais: Sofia
- Fabienne Loriaux: Madame Bataille
- Benoît Van Dorslaer: Victor Duchêne
- Patrick Claeys: Dédé le Borgne